# Пражское кладбище
«Пражское кладбище» (итал. Il cimitero di Praga) — шестой роман итальянского писателя Умберто Эко, опубликованный в октябре 2010 года. Название отсылает к известной пражской достопримечательности. Книга стала бестселлером в Италии, Испании, Аргентине, Мексике.

## Сюжет
Париж, март 1897 года: капитан Симоне Симонини — авантюрист, фальсификатор, секретный агент — вспоминает и описывает на страницах своего дневника, как он оказался втянут в политические интриги, которые сильно повлияли на будущее Европы.
Основная сюжетная линия романа охватывает период с 24 марта 1897 года по 20 ноября 1898 года. В дневниковых записях главного героя описаны с разной степенью детализации события его жизни, начиная с 1830 года.

## Факты и вымысел
По словам Эко, «герои этого романа не являются мнимыми. За исключением главного героя, все они жили на самом деле, в том числе его дед, автор таинственного сообщения для аббата Баррюэля, которое дало начало всему современному антисемитизму».
Эко продолжает:
XIX век был полон чудовищных и таинственных событий: загадочная смерть Ипполито Ньево, подделка Протоколов сионских мудрецов, вдохновившая Гитлера на истребление евреев, дело Дрейфуса и бесконечные интриги, организованные тайной полицией разных стран, масоны, иезуитские заговоры и другие события, подлинность которых никогда не сможет быть установлена, но которые служат кормом для фельетонов 150 лет спустя.
Другими реально существовавшими персонажами в романе являются Зигмунд Фрейд, Лео Таксиль, Эжен Сю и Морис Жоли. Основные темы — это теории заговора, масонство и палладизм, или дьяволопоклонство.
Эко наполняет роман другими книгами, исследует романы XIX века, из которых были заимствованы сведения в Протоколы Сиона, структурированные в единое сочинение. Духом романа стал Александр Дюма-отец, в частности, видна перекличка с его романом «Жозеф Бальзамо» (1846).

## Публикации романа
- Эко, Умберто. Пражское кладбище. Пер. с итал. Е. Костюкович. АСТ, Серия «Corpus», 2011. — 560 с. — ISBN 978-5-271-38543-8.